# 努永蓬
努永蓬（法語：Nouillonpont，法語發音：[nujɔ̃pɔ̃]）是法国默兹省的一个市镇，属于凡尔登区。

## 地理
努永蓬（49°21'32"N, 5°38'25"E）面积10.12 平方千米，位于法国大東部大區默兹省，该省份为法国西北部内陆省份，北与比利时接壤，西接马恩省和阿登省，南至上马恩省和孚日省，东临默尔特-摩泽尔省。
与努永蓬接壤的市镇（或旧市镇、城区）包括：迪泽、米泽赖、奥坦河畔鲁夫鲁瓦、圣皮埃尔维莱、斯潘库尔。

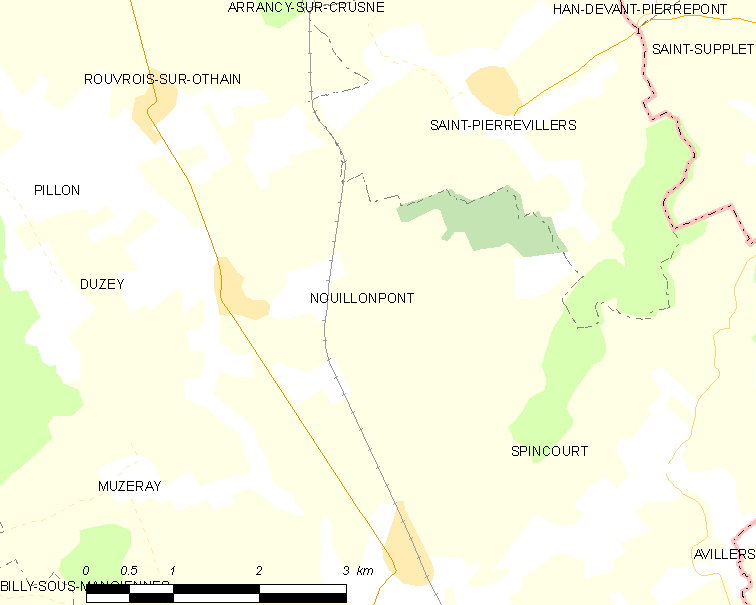
努永蓬的OSM定位图

努永蓬的时区为UTC+01:00、UTC+02:00（夏令时）。

## 行政
努永蓬的邮政编码为55230，INSEE市镇编码为55387。

## 政治
努永蓬所属的省级选区为布利尼县。

## 人口

1962-2008年间努永蓬人口变化图示

努永蓬于2022年1月1日时的人口数量为245人。